# Albina Elgon
Albina Elgon este un hibrid al cărui nume provine de la Muntele Elgon din Kenya. În anul 1989, o grupă de apicultori suedezi și olandezi s-au hotărât să pornească în căutarea raselor de albine din Africa, despre care "Fratele Adam" afirma că prezintă posibilități nemăsurate de creștere care trebuie luate în considerare pe termen lung. Membrii expediției s-au hotărât să caute albine uniforme, negre și blânde pe muntele Elgon și pe muntele Kenia la altutudini de 2500 de metri până la 3500 de metri. Au descoperit exemplare mai mari în regiuni mai înalte și exemplare mai mici în regiuni mai joase. Dintr-o familie de la 3500 de metri au fost prinși trântori de la care s-a recoltat material biologic pentru înseminarea artificială a mătcii, iar dintr-o zonă mai joasă a muntelui au fost tăiate fragmente de fagure cu ouă proaspete pe care se afla și matca.
La 14 zile de la startul expediției, membrii s-au întors în Suedia unde au introdus fragmentele de fagure în stupi pregătiți pentru această operațiune. Au obținut două mătci monticola care au fost înseminate artificial de Dr. Thrybom cu materialul biologic colectat de la trântorii din Africa. Într-o etapă secundă albinele monticola au fost încrucișate cu albine buckfast și ligustica, la care au fost folosiți mătci și trântori monticola. Reginele obținute au fost încrucișate cu albine din Suedia, astfel încât albinele Elgon au fost obținute teoretic prin încrucișare cu monticola în procent de 25%.